# Računalniško-matematična in kibernetična fakulteta v Moskvi
Računalniško-matematična in kibernetična fakulteta v Moskvi (rusko Факультет вычислительной математики и кибернетики) je javna fakulteta, ki ponuja študij računalništva ter matematike in deluje v sklopu Moskovske državne univerze; ustanovljena je bila leta 1970.